# Halte du Barrage
Ne doit pas être confondu avec Gare du Barrage de l'Oued Fergoug.
La halte du Barrage, est une ancienne halte ferroviaire algérienne située dans la commune de Mohammadia, dans la wilaya de Mascara.

## Situation ferroviaire
Établie à une altitude de 105,630 m, la gare est située au point kilométrique (PK) 98,500 de la ligne d'Oran à Kenadsa, où elle est précédée de l'ancienne gare de Mohammadia-État et suivie de l'ancienne gare du Barrage de l'Oued Fergoug.

## Histoire
La halte porte le nom de barrage en référence au barrage de Fergoug situé à quelques centaines de mètres en amont.
La gare est mise en service le 28 septembre 1879 lors de l'ouverture de l'ancienne ligne à voie étroite de 1 055 mm d'Arzew à Saïda,,.